# Jorun Thørring
Jorun Elise Thørring Loennechen anhörenⓘ (* 14. Mai 1955 in Tromsø, Norwegen) ist eine norwegische Schriftstellerin und Gynäkologin.

## Leben
Im Alter von 17 Jahren zog Jorun Thørring für drei Jahre nach Paris, wo sie als Aupair arbeitete. Zurück in Norwegen holte sie ihr Abitur nach und studierte ab 1980 Medizin an der Universität Tromsø. Ursprünglich wollte sie sich auf Chirurgie spezialisieren. Da sie aber von Anfang an den Plan hatte, vier Kinder zu bekommen, wurde es Gynäkologie.
Ab dem Jahr 2001 befasste sie sich mit dem Gedanken einen Kriminalroman zu schreiben. Ihr Debüt erschien 2005 unter dem Titel Skyggemannen. Die Geschichte handelt von der seit 17 Jahren in Paris lebenden norwegischen Gerichtsmedizinerin Arla Os. Das Buch wurde in mehrere Sprachen übersetzt, darunter auch als Schattenhände ins Deutsche. Für die Fortsetzung der Reihe, und insgesamt dritten Roman, Tarantellen, der in deutscher Sprache nach einer Übersetzung von Sigrid Engeler unter dem Titel Kein Zeichen von Gewalt beim Deutschen Taschenbuch Verlag erschien, wurde sie 2007 mit dem mit 25.000 NOK dotierten Havmannpreis ausgezeichnet.
Mit dem samischen Kriminalpolizisten und alleinerziehenden Vater Aslak Eira startete Thørring 2006 eine zweite Kriminalreihe. 2013 wurde bekannt, dass Thørring die Verfilmungsrechte an der Aslak-Eira-Reihe verkauft hat. Sollte der erste Film erfolgreich werden, können für ein Gesamtbudget von 45 Mio. NOK zwei weitere Filme gedreht werden. Der Vertrag wurde unterzeichnet, bevor überhaupt das dritte Buch der Reihe erschien. Mit Glassdukkene kam die Adaption ihres zweiten Romans und ersten Buches der Reihe unter der Regie von Nils Gaup und mit Stig Henrik Hoff in der Rolle des Aslak Eira am 4. April 2014 in die norwegischen Kinos. Die deutsche TV-Premiere von Glaspuppen war am 13. November 2017 im NDR Fernsehen sowie zwei Wiederholungen in jährlichem Abstand zu sehen.
Thørring wohnt mit ihrem Ehemann und den vier gemeinsamen Kindern in Melhus und hat weiterhin eine Privatpraxis in Trondheim.

## Werke (Auswahl)
Arla-Os-Reihe
- Skyggemannen (2005; Deutsch: Schattenhände, Deutscher Taschenbuch Verlag, München 2008, ISBN 978-3-423-24640-8)
- Tarantellen (2007; Deutsch: Kein Zeichen von Gewalt, Deutscher Taschenbuch Verlag, München 2009, ISBN 978-3-423-21166-6)
- De dødes hus (2016)

Aslak-Eira-Reihe
- Glassdukkene (2006; Deutsch: Glaspuppen, Deutscher Taschenbuch Verlag, München 2008, ISBN 978-3-423-21093-5)
- Ildens øye (2009; Deutsch: Im Auge des Feuers, DuMont Buchverlag, Köln 2011, ISBN 978-3-8321-9613-4)
- Mørketid (2014)